# Hyparpax tyria
Hyparpax tyria är en fjärilsart som beskrevs av Slosson. 1894. Hyparpax tyria ingår i släktet Hyparpax och familjen tandspinnare. Inga underarter finns listade i Catalogue of Life.